# 切尔滕纳姆荒地
切尔滕纳姆荒地（Cheltenham Badlands）是位于加拿大安大略省卡利登的一塊荒地，该地块占地面积约0.4平方公里。荒地是昆士兰地层的一部分，该地层形成于4.2亿至4.15亿年前的中奥陶纪和晚奥陶纪时期。

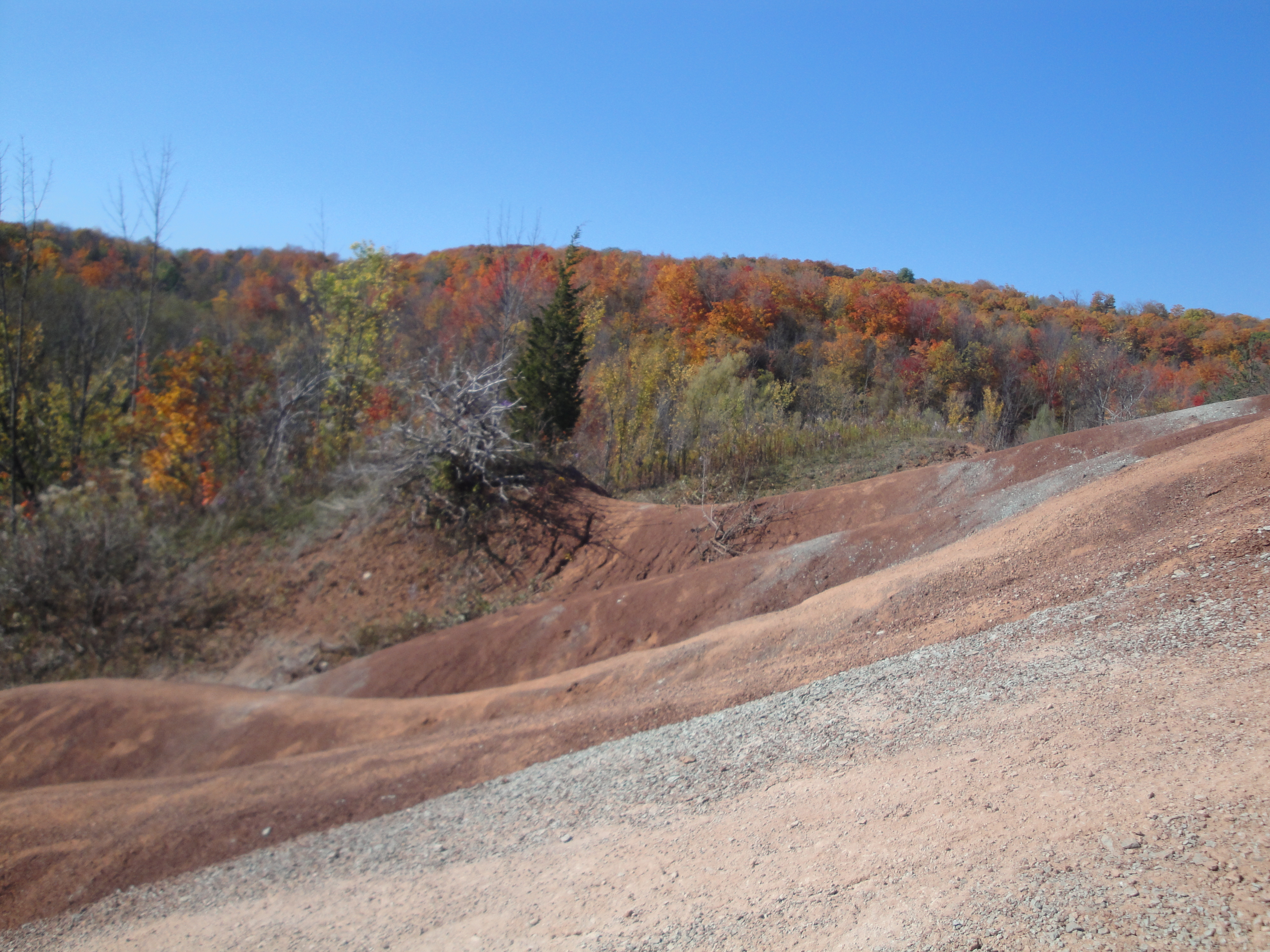
切尔滕纳姆荒地

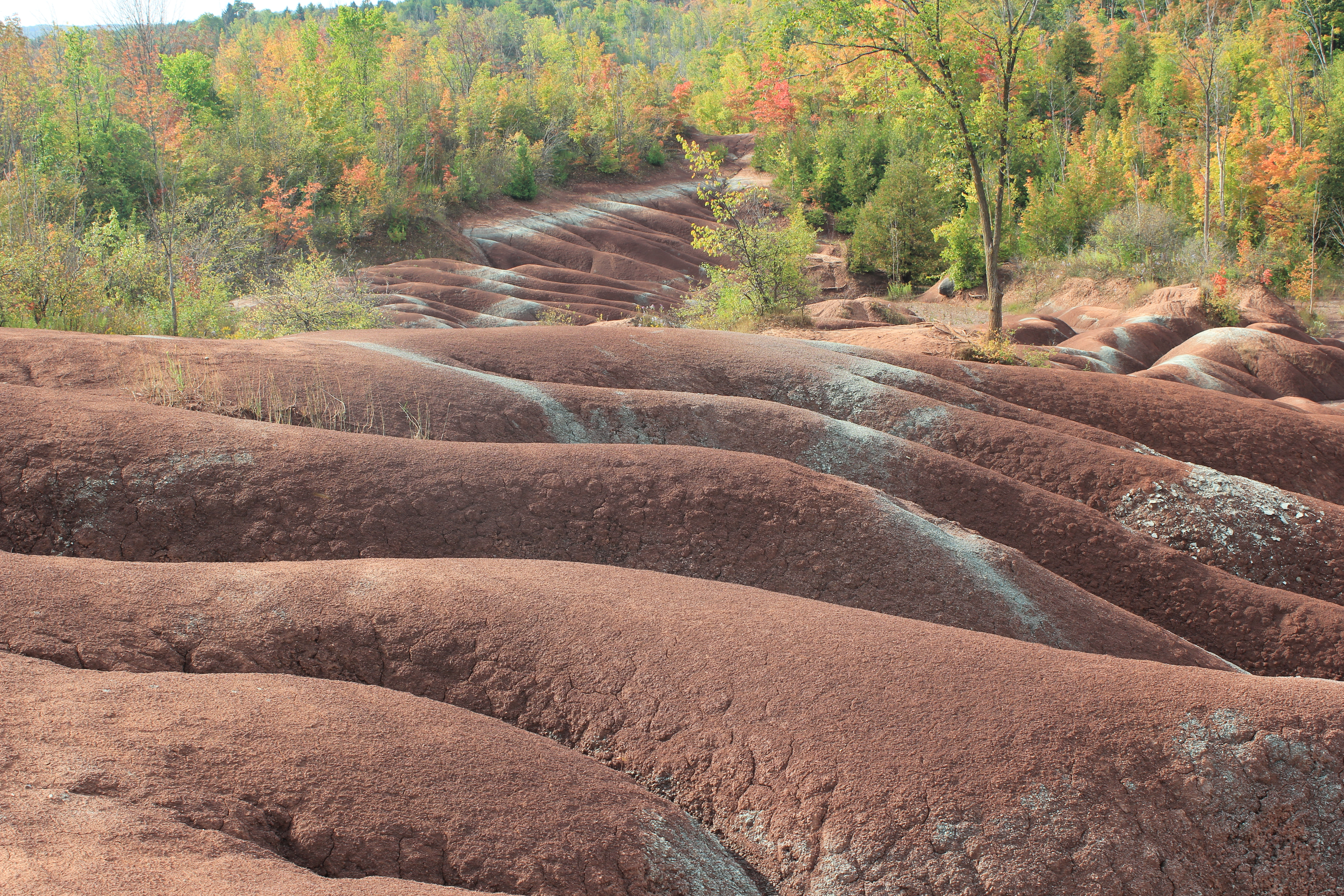
切尔滕纳姆荒地